# Костел Святого Станіслава (Буськ)
Костел Святого Станіслава в Буську — культова споруда, діючий парафіяльний храм Львівської архідієцезії РКЦ в Україні. Розташований у місті Буську (Львівська область). Охоронний № 435-М.

## Історія
Фундатором будівництва був львівський канонік РКЦ Щепан Мікульський.
На думку дослідника Збіґнева Горнунґа, взірцем для споруди був костел у Годовиці, споруджений за проєктом архітектора Бернарда Меретина. За одними даними, храм спорудили в 1778—1780 роках, однак Горнунґ датував час спорудження 177—1780 роками. Освячений 17 вересня 1780 року.